# ランハッピー
ランハッピー (Runhappy) はアメリカ合衆国の競走馬、種牡馬である。主な勝ち鞍は2015年のブリーダーズカップ・スプリント(GI)、キングズビショップステークス(GI)、マリブステークス(GI)。

## 戦績

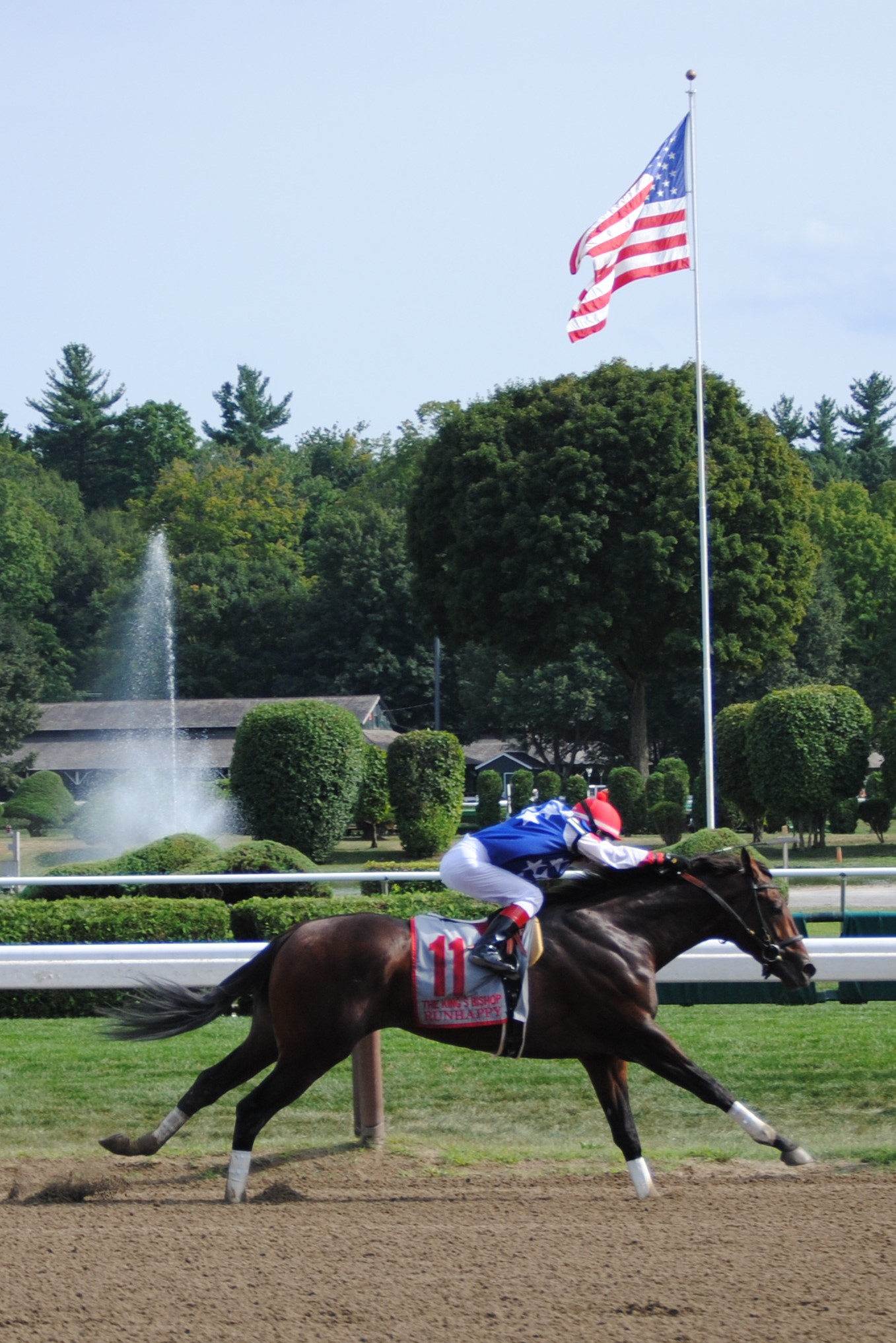
キングズビショップステークス優勝時

2012年3月4日に誕生。2010年のケンタッキーダービー馬スーパーセイヴァーの初年度産駒の一頭にあたる。2013年9月のキーンランド1歳馬セールでジム・マッキングベールによって20万ドルで落札された。
2014年12月にデビュー勝ちを収める。しかし、年明けのルコントステークスでは11頭立ての9着と惨敗を喫す、レース後に脛骨の骨折が判明して休養に入る。その間、調教師兼マッキングベールのレーシングマネージャーであるローラ・ウォーラー（Laura Wohlers）がヒューストンでマッキングベールの本業である家具小売業の仕事に従事するため休業し、開業3年目で勝利経験もない女性調教師のマリア・ボレル（Maria Borell）の下へ同オーナー所有の3頭とともに預けられた。
復帰後、アロワーンス競走を連勝。初の一線級との戦いとなったキングズビショップステークスで4馬身差の圧勝劇を演じてG1馬となる。馬主のマッキングベール、調教師のボレルにとっても初のG1制覇となった。
秋はキーンランド競馬場で行われたブリーダーズカップ・スプリントで1分8秒58のトラックレコードを樹立して優勝。ボレルの方針により、転厩以来ラシックスを使用してこなかったが、ラシックス未使用の牡馬がブリーダーズカップのダート競走を制したのは21世紀になって初であった。しかし、その翌日に馬場入りの是非を巡りボレルとウォーラーの間で口論となり、それが直接の原因となってボレルが解任され、再びウォーラーが調教師として直接管理下に置くことになった。この背景には、当時ボレルが土地の賃貸に関わる金銭トラブルを抱えていたことがあった。なお、ボレルは翌年には牧場に馬を放置したとして第2級動物虐待罪で告発されている。
再転厩初戦のマリブステークスも3馬身半差で圧勝し、3歳シーズンを締めくくった。この年は短距離G1を3勝の活躍で、エクリプス賞最優秀スプリンターに選出された。
2016年はマイル戦に挑戦したが復帰初戦のアックアックステークスで4着に敗れ、ブリーダーズカップ・ダートマイルも8着と振るわなかった。ブリーダーズカップ・ダートマイルの結果次第では翌年1月に新設されるペガサスワールドカップへの参戦プランもあったが、これを断念して現役引退が決まった。

### 競走成績
以下の内容は、Equibaseの情報に基づく。
| 出走日     | 競馬場               | 競走名                                 | 格 | 距離      | 着順 | 騎手             | 着差      | 1着（2着）馬           |
| ---------- | -------------------- | -------------------------------------- | -- | --------- | ---- | ---------------- | --------- | ---------------------- |
| 2014.12.28 | ターフウェイパーク   | 未勝利                                 |    | AW6.5f    | 1着  | A.ガルシア       | 8馬身1/4  | （Worth the Gamble）   |
| 2015.01.17 | フェアグラウンズ     | ルコントステークス                     | G3 | ダ8f70yds | 9着  | S.ブリッジモハン | 21馬身1/2 | International Star     |
| 0000.07.07 | インディアナグランド | アローワンス・オプショナルクレーミング |    | ダ6f      | 1着  | E.ウォーカー     | 5馬身     | （County Corrections） |
| 0000.07.31 | エリスパーク         | アローワンス・オプショナルクレーミング |    | ダ6.5f    | 1着  | E.ウォーカー     | 2馬身3/4  | （Springboard）        |
| 0000.08.29 | サラトガ             | キングズビショップステークス           | G1 | ダ7f      | 1着  | E.プラード       | 4馬身     | （Limousine）          |
| 0000.10.02 | キーンランド         | オグデンフェニックスステークス         | G3 | ダ6f      | 1着  | E.プラード       | 1馬身3/4  | （Barbados）           |
| 0000.10.31 | キーンランド         | BCスプリント                           | G1 | ダ6f      | 1着  | E.プラード       | 3/4馬身   | （Private Zone）       |
| 0000.12.26 | サンタアニタ         | マリブステークス                       | G1 | ダ7f      | 1着  | G.スティーヴンス | 3馬身1/2  | （Marking）            |
| 2016.10.01 | チャーチルダウンズ   | アックアックステークス                 | G3 | ダ8f      | 4着  | E.プラード       | 2馬身1/2  | Tom's Ready            |
| 0000.11.04 | サンタアニタ         | BCダートマイル                         | G1 | ダ8f      | 8着  | G.スティーヴンス | 15馬身3/4 | Tamarkuz               |

## 種牡馬時代
2017年からクレイボーンファームで種牡馬入りした。初年度の種付け料は2万5000ドルに設定された。

### 主な産駒
- 2021年産
  - Nutella Fella / ヌテラフェラ - ホープフルステークス

## 血統表
| ランハッピーの血統       | ランハッピーの血統                                        | ランハッピーの血統                                        | （血統表の出典）                                          | （血統表の出典） |
| 父系                     | レイズアネイティヴ系                                      | レイズアネイティヴ系                                      | レイズアネイティヴ系                                      | [ § 2 ]          |
| 父 Super Saver 2007 鹿毛 | 父の父Maria's Mon 1993 芦毛                               | Wavering Monarch                                          | Majestic Light                                            | Majestic Light   |
| 父 Super Saver 2007 鹿毛 | 父の父Maria's Mon 1993 芦毛                               | Wavering Monarch                                          | Unocommitted                                              |                  |
| 父 Super Saver 2007 鹿毛 | 父の父Maria's Mon 1993 芦毛                               | Carlotta Maria                                            | Caro                                                      | Caro             |
| 父 Super Saver 2007 鹿毛 | 父の父Maria's Mon 1993 芦毛                               | Carlotta Maria                                            | Water Melone                                              |                  |
| 父 Super Saver 2007 鹿毛 | 父の母Supercharger 1995 鹿毛                              | A.P. Indy                                                 | Seattle Slew                                              | Seattle Slew     |
| 父 Super Saver 2007 鹿毛 | 父の母Supercharger 1995 鹿毛                              | A.P. Indy                                                 | Weekend Surprise                                          |                  |
| 父 Super Saver 2007 鹿毛 | 父の母Supercharger 1995 鹿毛                              | Get Lukey                                                 | Mr. Prospector                                            | Mr. Prospector   |
| 父 Super Saver 2007 鹿毛 | 父の母Supercharger 1995 鹿毛                              | Get Lukey                                                 | Dance Number                                              |                  |
| 母 Bella Jolie 2007 鹿毛 | 母の父Broken Vow 1997 鹿毛                                | Unbridled                                                 | Fappiano                                                  | Fappiano         |
| 母 Bella Jolie 2007 鹿毛 | 母の父Broken Vow 1997 鹿毛                                | Unbridled                                                 | Gana Facil                                                |                  |
| 母 Bella Jolie 2007 鹿毛 | 母の父Broken Vow 1997 鹿毛                                | Wedding Vow                                               | Nijinsky                                                  | Nijinsky         |
| 母 Bella Jolie 2007 鹿毛 | 母の父Broken Vow 1997 鹿毛                                | Wedding Vow                                               | Wedding Picture                                           |                  |
| 母 Bella Jolie 2007 鹿毛 | 母の母Jolie Boutique 1994 栗毛                            | Northern Jove                                             | Northern Dancer                                           | Northern Dancer  |
| 母 Bella Jolie 2007 鹿毛 | 母の母Jolie Boutique 1994 栗毛                            | Northern Jove                                             | Junonia                                                   |                  |
| 母 Bella Jolie 2007 鹿毛 | 母の母Jolie Boutique 1994 栗毛                            | Mimi La Sardine                                           | Tank's Prospect                                           | Tank's Prospect  |
| 母 Bella Jolie 2007 鹿毛 | 母の母Jolie Boutique 1994 栗毛                            | Mimi La Sardine                                           | Fran Nasra                                                |                  |
| 5代内の近親交配          | Mr. Prospector4×5×5＝12.50%、Northern Dancer5×4×5＝12.50% | Mr. Prospector4×5×5＝12.50%、Northern Dancer5×4×5＝12.50% | Mr. Prospector4×5×5＝12.50%、Northern Dancer5×4×5＝12.50% | [ § 3 ]          |
| 出典                     | 1. 2. 3.                                                  | 1. 2. 3.                                                  | 1. 2. 3.                                                  | 1. 2. 3.         |

- 近親にはメキシコでG1勝ちのあるAntares、米国のG2勝ち馬Mindy Gayle、同じく米国のG3勝ち馬Puntrooskieがいる[8]。